# Giuseppe Santagostino
Giuseppe Santagostino, známý jako Pin nebo Pinogia (18. března 1901 – 1. dubna 1955), byl italský fotbalista, který hrál jako útočník, později trenér.

## Klubová kariéra
Nejvíce se proslavil v Miláně, je osmý nejlepší střelec klubu. V zápase proti Internazionale vstřelil dne 19. září 1926 první gól v historii San Sira.
Po skončení aktivní kariéry se stal trenérem.
Zemřel v roce 1955 a je pohřben v Miláně.